# 王汝嘉
王汝嘉（?—?），四川重庆府合州铜梁县人，清朝政治人物。同进士出身。

## 生平
乾隆三十年（1765年）乙酉科四川鄉試第一名舉人。乾隆三十七年（1772年）壬辰科三甲进士，選翰林院庶吉士。乾隆四十年（1775年）散館授檢討，掌修国史，授四库全书馆编修，参与编撰《四库全书》。
父进士、福建巡抚王恕，弟进士、安徽巡抚王汝璧。